# グレビーシマウマ
グレビーシマウマ（Equus grevyi）は、哺乳綱ウマ目（奇蹄目）ウマ科ウマ属に分類される種。名前はフランスの元大統領ジュール・グレヴィーにちなむ。

## 分布
エチオピア南部、ケニア北部

### 絶滅した分布域
ジブチ、スーダン、ソマリア

## 形態
体長240-300センチメートル。肩高140-160センチメートル。体重350-450キログラム。頭部や頸部は長い。全身は白い体毛で覆われ、背面には黒く細かい縞模様が入る。腹面に縞模様は入らない。
耳介は大型で幅広く、丸みを帯びる。耳介の先端が白い。耳介の内側には体毛が密生する。

## 生態

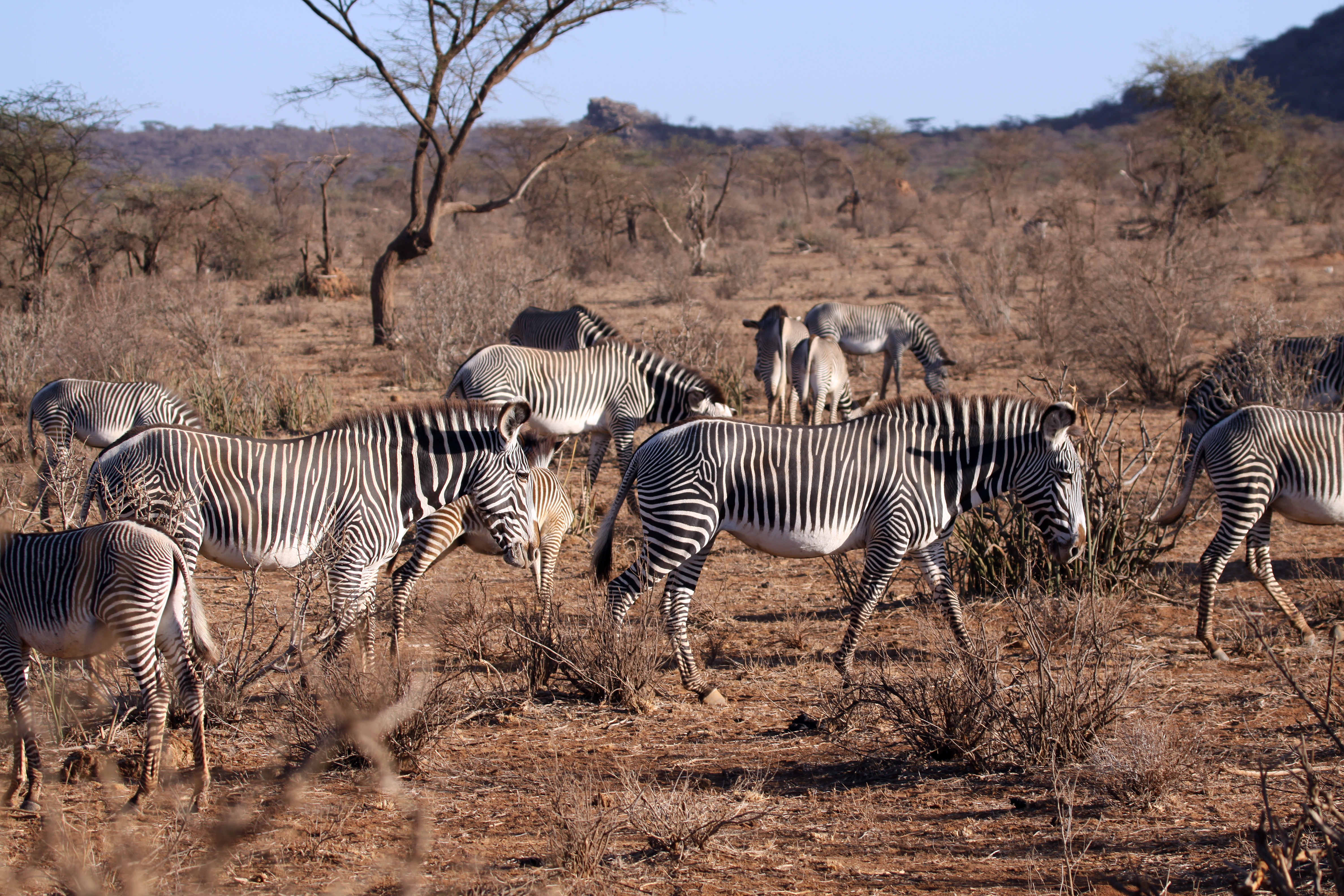
グレビーシマウマの群れ

サバンナや半砂漠地帯に生息する。薄明薄暮性で、昼間は木陰などで休む。1頭のオスとメスや幼獣からなる10頭前後の小規模な群れを形成し生活する。オスは縄張りを形成する。
食性は植物食で、主に草を食べる。基本的に毎日水を飲むが、2-5日は水を飲まなくても生きられる。嗅覚で水脈を探し、干上がった川底を掘りかえることもある。
繁殖形態は胎生。妊娠期間は390-428日。周年繁殖し、1回に1頭の幼獣を産む。幼獣は生後10分ほどで立ち上がり、生後45分ほどで走行できるようになる。　授乳期間は6か月。飼育下では生後2年6か月で性成熟した例がある。寿命は18-30年と考えられている。

## 人間との関係
グレビーシマウマは欧州人が発見した初めてのシマウマであり、古代ローマのサーカスで展示されていた。しかしながらその後17世紀にショア（現エチオピア中部）の王からオスマン帝国のスルターンとジャカルタのオランダ総督に贈られるまで、西洋社会からは1000年以上忘れさられていた。1882年にフランス大統領ジュール・グレヴィーに贈られた1頭を、フランスの動物学者アルフォンス・ミルン＝エドワーズが調査した結果、アフリカ南部のシマウマとは別種であると認められ、大統領にちなみグレビーシマウマ(仏:Zèbre de Grévy)と命名された。
皮は革製品に利用されることもあった。
開発による生息地の破壊や水資源の枯渇、食用や毛皮目的の乱獲、家畜との競合、観光客による繁殖の妨害などにより生息数が激減している。生息地では本種の狩猟は禁止されているが、密猟されることもある。ケニアでの1977年における生息数は13,700頭、1988年における生息数は4,276頭と推定されている。ソマリアでは1973年以降の目撃例が無いため絶滅したと考えられている。